# Palm-size PC
Palm-size PC był pierwszą próbą stworzenia przez Microsoft urządzenia typu PDA. Te komputery zawierały wiele niespotykanych wcześniej funkcji takich jak dźwięk, kolor, ekrany o wysokiej rozdzielczości (w porównaniu do innych urządzeń) i standaryzowane środowisko dla oprogramowania, które działało na urządzeniach różnych producentów.
Palm-size PC była jedną z niewielu współczesnych platform, w których brakowało standaryzacji mikroprocesorów - Palm-size PC były dostępne z procesorami ARM, SH3, MIPS i x86. Komputery Palm-size PC nigdy nie odniosły sukcesu i Microsoft zastąpił je później przez Pocket PC.